# Gare de Laillé
Gare de Laillé vasútállomás Franciaországban, Guichen településen.

## Vasútvonalak
Az állomást az alábbi vasútvonalak érintik:
- Rennes–Redon-vasútvonal

## Kapcsolódó állomások
A vasútállomáshoz az alábbi állomások vannak a legközelebb:
- Gare de Bruz (Gare de Rennes, Rennes–Redon-vasútvonal)
- Gare de Guichen - Bourg-des-Comptes (Gare de Redon, Rennes–Redon-vasútvonal)